# Orazio Scanzio
Orazio Scanzio (Biella, 29 luglio 1947 – Candelo, 12 gennaio 2020) è stato un politico italiano.

## Biografia
Geologo e dirigente, fu per anni direttore del Collegio dei costruttori edili di Biella.
Alle elezioni provinciali biellesi del 1999 venne candidato alla carica di presidente della provincia per il Polo per le Libertà, coalizione di centro-destra composta da Forza Italia, Alleanza Nazionale e Centro Cristiano Democratico. Risultò eletto al secondo turno del 27 giugno con il 52,3% dei voti, avendo la meglio contro la presidente uscente Silvia Marsoni dell'Ulivo.
Ricandidato per un secondo mandato alle provinciali del 2004, perse lo scontro al ballottaggio con il 49,9% contro lo sfidante Sergio Scaramal.
Nel 2009 fu rieletto al consiglio provinciale di Biella e ricoprì gli incarichi di assessore e vice-presidente della provincia nella giunta guidata da Roberto Simonetti.
Morì a Candelo il 12 gennaio 2020 a causa di un tumore.